# Los Alamos (Califòrnia)
Los Alamos és una concentració de població designada pel cens dels Estats Units a l'estat de Califòrnia. Segons el cens del 2000 tenia 1.372 habitants.

## Demografia
Segons el cens del 2000, Los Alamos tenia 1.372 habitants, 471 habitatges, i 349 famílies. La densitat de població era de 225,4 habitants/km².
Dels 471 habitatges en un 44,2% hi vivien nens de menys de 18 anys, en un 58% hi vivien parelles casades, en un 11,3% dones solteres, i en un 25,9% no eren unitats familiars. En el 20,4% dels habitatges hi vivien persones soles el 6,8% de les quals corresponia a persones de 65 anys o més que vivien soles. El nombre mitjà de persones vivint en cada habitatge era de 2,91 i el nombre mitjà de persones que vivien en cada família era de 3,36.
Per edats la població es repartia de la següent manera: un 31,9% tenia menys de 18 anys, un 7,7% entre 18 i 24, un 34,2% entre 25 i 44, un 19,3% de 45 a 60 i un 7% 65 anys o més.
L'edat mediana era de 34 anys. Per cada 100 dones de 18 o més anys hi havia 96 homes.
La renda mediana per habitatge era de 47.321 $ i la renda mediana per família de 49.125 $. Els homes tenien una renda mediana de 32.206 $ mentre que les dones 30.714 $. La renda per capita de la població era de 18.013 $. Entorn del 10,3% de les famílies i el 13,1% de la població estaven per davall del llindar de pobresa.

## Poblacions més properes
El següent diagrama mostra les poblacions més properes.